# Kategoria Superiore
La Kategoria Superiore, nota altresì come Abissnet Superiore per motivi di sponsorizzazione, è la massima divisione professionistica del campionato albanese di calcio maschile, gestita dalla Federazione calcistica dell'Albania.
La prima edizione del torneo risale al 1930. La squadra più titolata è il Tirana, vincitrice del campionato per 26 volte; il Tirana ed è anche la formazione più presente nel girone unico del campionato, avendone disputato 81 stagioni. Dal 1930 alla stagione 1997-1998 la massima serie era conosciuta come Kategoria e Parë, denominazione che dalla stagione 1998-1999 indica, invece, il secondo livello del campionato albanese.
La posizione della Kategoria Superiore nella classifica UEFA determina il numero delle squadre albanesi qualificate per le coppe europee. Ad oggi (9 marzo 2025) il campionato albanese occupa il 46º posto nel coefficiente UEFA.

## Formula e regolamento
L'attuale formula torneo, in cui competono 10 squadre, prevede il girone unico e fu adottata in maniera stabile dagli esordi della manifestazione, con incontri di andata e ritorno. Tale regolamento non ha, da allora, subìto alcuna mutazione se non per quanto riguarda il numero di squadre: svoltosi principalmente con 10 o 12 squadre.
Al termine delle giornate di campionato, la squadra prima classificata guadagna il titolo di campione d'Albania e si qualifica al secondo turno preliminare della UEFA Champions League; la 2ª e la 3ª classificata si qualificano al primo turno preliminare di UEFA Europa League. La vincitrice della coppa nazionale o la quarta classificata (nel caso in cui la vincitrice del trofeo nazionale sia già classificata tra le prime tre in graduatoria) accedono al secondo turno preliminare di UEFA Europa League. Retrocedono direttamente in Kategoria e Parë le ultime due classificate, sostituite da altrettante formazioni promosse dal campionato cadetto; la terzultima in classifica disputa i play-out contro la migliore squadra della serie inferiore, partita che assegna un ulteriore posto in massima serie.

## Storia
Il calcio viene introdotto in Albania agli inizi del XX secolo, precisamente nel 1908, quando Gut Ruter, sacerdote anglo-maltese, visitò il collegio saveriano di Scutari, cittadina di 130 000 abitanti dell'Albania settentrionale fondata attorno al V secolo a.C., considerata la culla della cultura albanese. La prima squadra calcistica albanese fu l'Indipendenca, costituita a Scutari nel 1912 da Palokë Nika. La prima partita che si ricordi fu tra studenti in missione cristiana proprio a Scutari. Il primo incontro di 90 minuti di gioco, con due tempi da 45 minuti ciascuno, si tenne nell'ottobre 1913 tra l'Indipendenca e una rappresentativa della k.u.k. Kriegsmarine, la forza navale dell'Impero austro-ungarico occupante. La partita vide la vittoria della rappresentativa austro-ungariche per 2-1; l'unico gol albanese fu segnato dal capitano e fondatore del club Palokë Nika.
Il gioco del calcio conobbe ben presto un aumento di popolarità e nel 1919 fu fondato il primo club, il Vllaznia di Scutari, seguito un anno più tardi dal Tirana, prima squadra della capitale. Il 6 giugno 1930 fu fondata la Federazione calcistica dell'Albania (FSHF).
Il campionato fu istituito nel 1930, anno in cui se ne tenne la prima edizione. Fino al 1961 il torneo si disputò a cadenza annuale, dalla primavera all'autunno. Dalla stagione 1962-1963 il torneo si disputa a cadenza biennale, da settembre a giugno. Non si disputò nel 1935, poi tra il 1938 e il 1944, quindi nel 1962 e nella stagione 1968-1969. Nel 1949 il torneo si disputò, ma venne annullato. Il numero di squadre partecipanti al campionato è variato progressivamente dalla fine degli anni '90: dalle 16 squadre passò a 14 nella stagione 1999-2000, a 10 dalla stagione 2003-2004 e infine alle 12 della stagione 2005-2006 fino ad oggi. Con l'attuale formula si disputano due gironi, uno di andata e uno di ritorno, in modo che ogni squadra giochi 33 partite in ogni stagione.
È da registrare un dominio costante delle tre squadre della capitale Tirana: il KF (ex 17 Nëntori e Sportklub), la Dinamo e il Partizani, che si sono aggiudicati ben 58 dei 79 titoli assegnati. Nove titoli sono andati al Vllaznia di Scutari, mentre gli altri tredici se li sono aggiudicati squadre di città minori come Coriza (8), Elbasan (2), Valona, Durazzo e Kukës.

## Squadre

### Organico 2025-2026
| Squadra           | Città      | Stadio                 | Capienza |
| ----------------- | ---------- | ---------------------- | -------- |
| Bylis Ballsh      | Ballsh     | Stadio Adush Muça      | 2 464    |
| Dinamo Tirana     | Tirana     | Arena Kombëtare        | 22 500   |
| Egnatia           | Rrogozhinë | Arena Egnatia          | 4 000    |
| Elbasani          | Elbasan    | Elbasan Arena          | 12 800   |
| Flamurtari Valona | Valona     | Stadio Flamurtari      | 5 600    |
| Partizani Tirana  | Tirana     | Partizani Complex      | 4 500    |
| Teuta             | Durazzo    | Stadio Niko Dovana     | 12 040   |
| Tirana            | Tirana     | Stadio Selman Stërmasi | 9 500    |
| Vllaznia          | Scutari    | Stadio Loro Boriçi     | 16 000   |
| Vora              | Vorë       | Stadio Vora            | 4 000    |

### Partecipazioni per squadra
Sono 45 le squadre che hanno preso parte alle 87 edizioni della Kategoria Superiore che sono state disputate dal 1930 fino alla stagione 2025-2026 (della quale si riportano in grassetto le squadre partecipanti):
- 86 volte:  Tirana
- 85 volte:  Teuta,  Vllaznia
- 79 volte:  Flamurtari Valona
- 73 volte:  Partizani Tirana
- 68 volte:  Skënderbeu
- 65 volte:  Dinamo Tirana,  Elbasani
- 64 volte:  Besa Kavajë
- 45 volte:  Tomori
- 43 volte:  Luftëtari,  Lushnja
- 37 volte:  Apolonia Fier
- 25 volte:  Laçi
- 23 volte:  Besëlidhja
- 19 volte:  Shkumbini
- 18 volte:  Bylis Ballsh
- 17 volte:  Naftetari Kucove
- 14 volte:  Kastrioti
- 12 volte:  Kukësi
- 10 volte:  Pogradeci,  Shkëndija Tirana
- 9 volte:  Erzeni
- 7 volte:  Albpetrol
- 6 volte:  Egnatia
- 5 volte:  Sopoti
- 4 volte:  Burreli,  Luftetari Shk.Bashkuar
- 3 volte:  Dinamo Durazzo,  Kamza,  Spartaku Tirana
- 2 volte:  Elbasani,  Korabi,  Spartaku Shkodër, Tekstilisti Stalin
- 1 volta:  Dinamo Shkodër,  Dinamo Vlorë,  Gramozi,  Iliria,  Liria Korçë,  Përmeti,  Selenica,  Spartaku Korçë,  Studenti Tirana,  Tërbuni Pukë, Vora,  Ylli Shkodër

## Albo d'oro
- 1930:  Tirana (1º)
- 1931:  Tirana (2º)
- 1932:  Tirana (3º)
- 1933:  Skënderbeu (1º)
- 1934:  Tirana (4º)
- 1936:  Tirana (5º)
- 1937:  Tirana (6º)
- 1945:  Vllaznia (1º)
- 1946:  Vllaznia (2º)
- 1947:  Partizani Tirana (1º)
- 1948:  Partizani Tirana (2º)
- 1948-1949: Non terminato
- 1949:  Partizani Tirana (3º)
- 1950:  Dinamo Tirana (1º)
- 1951:  Dinamo Tirana (2º)
- 1952:  Dinamo Tirana (3º)
- 1953:  Dinamo Tirana (4º)
- 1954:  Partizani Tirana (4º)
- 1955:  Dinamo Tirana (5º)
- 1956:  Dinamo Tirana (6º)
- 1957:  Partizani Tirana (5º)
- 1958:  Partizani Tirana (6º)
- 1959:  Partizani Tirana (7º)
- 1960:  Dinamo Tirana (7º)
- 1961:  Partizani Tirana (8º)
- 1962-1963:  Partizani Tirana (9º)
- 1963-1964:  Partizani Tirana (10º)
- 1964-1965:  17 Nëntori Tirana (7º)
- 1965-1966:  17 Nëntori Tirana (8º)

- 1966-1967:  Dinamo Tirana (8º)
- 1968:  17 Nëntori Tirana (9º)
- 1969-1970:  17 Nëntori Tirana (10º)
- 1970-1971:  Partizani Tirana (11º)
- 1971-1972:  Vllaznia (3º)
- 1972-1973:  Dinamo Tirana (9º)
- 1973-1974:  Vllaznia (4º)
- 1974-1975:  Dinamo Tirana (10º)
- 1975-1976:  Dinamo Tirana (11º)
- 1976-1977:  Dinamo Tirana (12º)
- 1977-1978:  Vllaznia (5º)
- 1978-1979:  Partizani Tirana (12º)
- 1979-1980:  Dinamo Tirana (13º)
- 1980-1981:  Partizani Tirana (13º)
- 1981-1982:  17 Nëntori Tirana (11º)
- 1982-1983:  Vllaznia (6º)
- 1983-1984:  Elbasani (1º)
- 1984-1985:  17 Nëntori Tirana (12º)
- 1985-1986:  Dinamo Tirana (14º)
- 1986-1987:  Partizani Tirana (14º)
- 1987-1988:  17 Nëntori Tirana (13º)
- 1988-1989:  17 Nëntori Tirana (14º)
- 1989-1990:  Dinamo Tirana (15º)
- 1990-1991:  Flamurtari Valona (1º)
- 1991-1992:  Vllaznia (7º)
- 1992-1993:  Partizani Tirana (15º)
- 1993-1994:  Teuta (1º)
- 1994-1995:  Tirana (15º)

- 1995-1996:  Tirana (16º)
- 1996-1997:  Tirana (17º)
- 1997-1998:  Vllaznia (8º)
- 1998-1999:  Tirana (18º)
- 1999-2000:  Tirana (19º)
- 2000-2001:  Vllaznia (9º)
- 2001-2002:  Dinamo Tirana (16º)
- 2002-2003:  Tirana (20º)
- 2003-2004:  Tirana (21º)
- 2004-2005:  Tirana (22º)
- 2005-2006:  Elbasani (2º)
- 2006-2007:  Tirana (23º)
- 2007-2008:  Dinamo Tirana (17º)
- 2008-2009:  Tirana (24º)
- 2009-2010:  Dinamo Tirana (18º)
- 2010-2011:  Skënderbeu (2º)
- 2011-2012:  Skënderbeu (3º)
- 2012-2013:  Skënderbeu (4º)
- 2013-2014:  Skënderbeu (5º)
- 2014-2015:  Skënderbeu (6º)
- 2015-2016: Skënderbeu (7º)[6]
- 2016-2017:  Kukësi (1º)
- 2017-2018:  Skënderbeu (8º)
- 2018-2019:  Partizani Tirana (16º)
- 2019-2020:  Tirana (25º)
- 2020-2021:  Teuta (2°)
- 2021-2022:  Tirana (26º)
- 2022-2023:  Partizani Tirana (17º)
- 2023-2024:  Egnatia (1º)
- 2024-2025:  Egnatia (2º)